# PWS-26
Le PWS-26 est un biplan d'entraînement polonais conçu durant l'entre-deux-guerres et utilisé durant la Seconde Guerre mondiale

## Historique

### Développement
Directement dérivé du PWS-16 Bis (en) le PWS-26 a été développé afin de fournir un avion d'entraînement intermédiaire et avancé à la force aérienne polonaise. Il a notamment été pensé afin de former les futurs pilotes de bombardiers en piqué. Après un premier vol survenu en 1935 il a été décidé de construire 250 exemplaires de série. La production dura de 1937 à 1938.

### Utilisation opérationnelle
Lors de son entrée en service opérationnel en 1937 le PWS-26 était le principal biplan d'entraînement de l'aviation polonaise. La très grande majorité des exemplaires était encore en service quand éclata la Seconde Guerre mondiale en septembre 1939. Après l'effondrement militaire de la Pologne 120 exemplaires furent saisis par la Luftwaffe qui employa ces avions comme appareils de liaisons. L'aviation militaire soviétique saisit également plusieurs dizaines d'exemplaires qu'elle employa comme avion d'entraînement.
En 1940 l'Allemagne nazie livra 28 PWS-26 à son allié roumain. Ce pays est d'ailleurs le dernier à l'avoir retiré du service en 1951.

## Préservation
Un exemplaire du PWS-26 est préservé au musée de l'aviation polonaise à Cracovie.

## Sources & références

### Sources bibliographiques
- Michel Marmin (réd. en chef), Jean-Claude Bernar (dir.) et Marion Mabboux (resp. d'éd.), Encyclopédie "Toute l'aviation", Lausanne, Editions Atlas, 1993, 15 vol. (ISBN 978-2-7312-1326-3, 978-2-731-21344-7 et 978-2-731-21345-4, OCLC 715773689).

### Sources web
- Le PWS-26 sur la page anglophone du musée des forces aériennes polonaises.